# Chrysochlorina breviseta
Chrysochlorina breviseta är en tvåvingeart som först beskrevs av Walker 1854.  Chrysochlorina breviseta ingår i släktet Chrysochlorina och familjen vapenflugor. Inga underarter finns listade i Catalogue of Life.